# يوكي أوسوا
يوكي أوسوا (باليابانية: 大澤 雄樹) (7 أبريل 1983 في ناغانو في اليابان – )؛ هو لاعب كرة قدم سابق كان يلعب كمدافع.

## وصلات خارجية
- يوكي أوسوا على موقع رابطة كرة القدم اليابانية للمحترفين (اليابانية)